# Daniel Babor
Daniel Babor (né le 22 octobre 1999 à Beroun) est un coureur cycliste tchèque. Membre de l'équipe Caja Rural-Seguros RGA, il est spécialiste des disciplines d'endurance sur piste et notamment de la course scratch.

## Biographie
Daniel Babor est internationalement actif dans le cyclisme depuis 2016. Lors de cette année, il est vice-champion du monde du scratch juniors (moins de 19 ans). L'année suivante, il est à la fois champion du monde juniors et champion d'Europe juniors dans cette discipline. Sur route, il gagne deux étapes de l'Internationale Cottbuser Junioren-Etappenfahrt, une course par étapes figurant dans le calendrier international juniors de l'UCI.
En 2018, il remporte ses premiers titres de champion national sur piste chez les élites en course à l'américaine et en omnium. Aux championnats d'Europe espoirs, il est médaillé d'argent du scratch.
Au printemps 2021, Babor, qui avait obtenu jusque là ses succès sur piste, déclare qu'il vise une carrière à long terme sur la route et qu'il espère courir à l'avenir dans une bonne équipe.

## Palmarès sur route

### Résultats par année
- 2017
  - 1re et 2e étape B de l'Internationale Cottbuser Junioren-Etappenfahrt
- 2021
  -  Champion de République tchèque sur route espoirs
  - 4e étape du Tour de Roumanie
- 2022
  - 1re étape du Tour du Loir-et-Cher
  - 2e et 5e étapes du Tour de Roumanie
  - 3e du Grand Prix Wyszków
  - 3e du GP Gorenjska
- 2023
  - 4e étape du Tour du Portugal
  - 4e étape du Tour de Langkawi
- 2024
  - 3e étape du Tour de l'Alentejo

### Classements mondiaux
| Année                                 | 2019  | 2020  | 2021 | 2022 | 2023 | 2024 |
| ------------------------------------- | ----- | ----- | ---- | ---- | ---- | ---- |
| Classement mondial                    | 2641e | 1036e | 749e | 570e | 604e | 865e |
| UCI Europe Tour                       | 1657e | 805e  | 592e | 445e | nc   | nc   |
|                                       |       |       |      |      |      |      |
| Légende : nc = non classéSource : UCI |       |       |      |      |      |      |

## Palmarès sur piste

### Championnats du monde
| Édition / Épreuve          | Scratch |
| Aigle 2016 (juniors)       | Argent  |
| Montichiari 2017 (juniors) | Or      |
| Berlin 2020                | 15e     |

### Championnats d'Europe
| Édition / Épreuve        | Scratch | Course à l'américaine | Omnium |
| Anadia 2017 (juniors)    | Or      | Argent                |        |
| Gand 2019 (espoirs)      | Argent  |                       |        |
| Apeldoorn 2021 (espoirs) | Bronze  |                       | Bronze |
| Munich 2022              | 6e      |                       |        |

### Championnats nationaux
- 2016
  -  Champion de République tchèque de poursuite individuelle juniors
  -  Champion de République tchèque de poursuite par équipes juniors (avec Vaclav Kocarík, Tomáš Bárta et Jan Cink)
  -  Champion de République tchèque de course aux points juniors
  -  Champion de République tchèque du scratch juniors
  -  Champion de République tchèque d'omnium juniors
- 2017
  -  Champion de République tchèque de poursuite individuelle juniors
  -  Champion de République tchèque de course aux points juniors
  -  Champion de République tchèque du scratch juniors
- 2018
  -  Champion de République tchèque de course à l'américaine (avec Luděk Lichnovský)
  -  Champion de République tchèque d'omnium
- 2020
  -  Champion de République tchèque de course à l'américaine (avec René Smekal)
  -  Champion de République tchèque d'omnium
- 2021
  -  Champion de République tchèque de course aux points
  -  Champion de République tchèque d'omnium
  -  Champion de République tchèque de course par élimination